# La città e la città
La città e la città a volte citato come La città & la città (The City & the City), è un romanzo dello scrittore britannico China Miéville del 2009 che combina il genere fantastico e la fantascienza con il police procedural.

## Storia editoriale
Il romanzo è stato pubblicato nel 2009; nell'anno seguente è stato finalista al Premio Nebula e al John W. Campbell Memorial Award, vincendo numerosi premi tra cui il Premio Hugo ex aequo con il romanzo La ragazza meccanica di Paolo Bacigalupi, il Premio Locus per il miglior romanzo fantasy, il premio World Fantasy Award, il premio Arthur C. Clarke Award e il premio BSFA Awards.
Il romanzo è dedicato dallo scrittore alla madre, Claudia Lightfoot, come tributo alla sua passione per le storie poliziesche. Miéville riconosce quale fonte di ispirazione per il romanzo le opere di Raymond Chandler, Franz Kafka, Alfred Kubin, Jan Morris, Bruno Schulz.

## Ambientazione
(China Miéville La città e la città)
La storia è ambientata nelle immaginarie Città-Stato di Besźel e di Ul Qoma ubicate nell'Europa dell'est. La loro peculiarità è quella di occupare geograficamente la medesima area, ma dividendosi però la topografia cittadina con bizantinismi che assegnano all'una o all'altra alcune zone, chiamate in gergo "totali" oppure sovrapponendosi in alcuni punti definiti "intersezionati". Unico punto di contatto ufficialmente consentito tra le due culture è la "Camera comune" che funge anche da frontiera tra le due città. I cittadini di una città devono obbligatoriamente "disvedere" ossia ignorare le strutture, gli abitanti e i veicoli dell'altra città, seppure condividano, nelle zone intersezionate, gli stessi spazi. È una difficile abitudine mentale, appresa sin dall'infanzia e la cui infrazione determina in alcuni casi l'intervento della "Violazione", organizzazione con pieni poteri votata al mantenimento dello status quo con ogni mezzo. Le abitudini, le mode e addirittura le lingue parlate nelle due città sono diverse: l'illitano è parlato a Ul Qoma, mentre il besź  è la lingua di Besźel. L'origine storica della separazione politica e culturale delle due città è ignota, ma tale evento prende il nome di "Frattura".

## Trama
Il corpo di una donna sfigurata viene rinvenuto in una zona degradata di Besźel. Inizialmente si pensa a un omicidio maturato nell'ambiente della prostituzione ma l'acume dell'agente Lizbyet Corwi indirizzano Tyador Borlú, ispettore della squadra crimini estremi di Besźel, verso un'altra pista. Il cadavere è quello della ricercatrice Mahalia Geary che lavorava agli scavi di Bol Ye'an, sito archeologico fortemente intersezionato e dal quale vengono continuamente riportati alla luce numerosi reperti di difficile datazione e dalla misteriosa funzione. Gli indizi portano a pensare che la donna sia stata uccisa a Ul Qoma e l'ispettore invoca l'intervento della Violazione per indagare sull'omicidio. Tuttavia decisioni inappellabili prese congiuntamente dai due Governi negano a Borlú l'aiuto della potente organizzazione consentendogli tuttavia di trasferirsi a Ul Qoma per continuare le indagini. Durante la missione nella città straniera all'ispettore è vietato ogni contatto con la sua città di origine.
Con l'aiuto dell'ispettore della polizia di Ul Qoma, Qussim Dhatt, Borlú scopre che Yolanda Rodriguez, un'amica e collaboratrice di Mahalia, è scomparsa e che potenti organizzazioni sono impegnate a deviare le indagini. Durante le ricerche Borlú e Dhatt prendono contatto con lo storico David Bowden, specializzato negli studi su Ul Qoma e Besźel. La sua teoria sull'esistenza di una terza città, Orciny, ubicata tra gli spazi interstiziali tra le altre due aveva destato forti polemiche e ostracismo da parte della comunità scientifica, tanto da portare lo storico ad abiurare le sue tesi. Mahalia aveva preso contatto con lo studioso dopo aver letto il suo famoso saggio Fra la città e la città (Between the City and the City) e stava continuando le ricerche sulla misteriosa Orciny convincendo anche l'amica Yolanda della solidità delle tesi di Bowden. Alcune piste portano le indagini verso ambienti nazionalisti radicali che hanno in odio le teorie di Bowden e in opposizione con alcuni circoli eversivi che al contrario vorrebbero l'unificazione delle due città.
Borlú riesce a ritrovare Yolanda, che dopo la morte dell'amica si era nascosta, impaurita dai fantomatici emissari di Orciny.  Dopo aver subito alcune effrazioni del suo studio, pure Bowden decide di togliersi dalla circolazione, temendo che Orciny - o chiunque lo stia controllando - voglia eliminare anche lui. Borlú e Dhatt, dopo essere riusciti a contattare telefonicamente lo storico, lo convincono ad espatriare a insieme a Yolanda, ma durante l'esfiltrazione un killer spara alla ragazza, uccidendola, e mancando di poco Bowden. D'istinto, Borlú, ancora in Ul Qoma, inizia a seguire l'assassino che fugge attraverso Besźel e prima che questi sparisca definitivamente in un'area totale, gli spara, uccidendolo e commettendo un inammissibile reato di Violazione. Viene quindi immediatamente arrestato dalla Violazione. Durante la reclusione viene avvicinato da Ashil, avatar della Violazione che decide di aiutarlo nelle indagini sugli omicidi, rinviando a un secondo momento la sua condanna. Si scopre quindi che Bowden aveva convinto Mahalia della reale esistenza di Orciny spingendola a collaborare con lui per riportare questa civiltà agli antichi fasti, sottraendo dal sito di Bol Ye'an alcuni reperti meccanici. In realtà Orciny non esiste e Bowden lo sa bene; gli oggetti rubati venivano venduti a una multinazionali americana. Mahalia aveva scoperto l'inganno di Bowden ed è per questo che lo studioso l'ha uccisa.
Bowden viene arrestato e Borlú, le cui qualità sono state apprezzate dalla Violazione, viene arruolato dall'organizzazione. Il suo reato viene dimenticato ma non potrà più avere contatti gli abitanti delle due città. La Violazione, infatti, vive e agisce anch'essa tra gli interstizi di Besźel e di Ul Quoma.

## Personaggi
Tyador BorlúIspettore della squadra crimini estremi di Besźel.
Lizbyet CorwiAgente di polizia di Besźel. Collabora non ufficialmente alle indagini con l'ispettore Borlú.
Mahalia GearyArcheologa di origini canadesi, trovata morta a Besźel.
Yolanda RodriguezAmica e collega di Mahalia, scomparsa misteriosamente dopo la morte dell'amica.
Qussim DhattAnziano ispettore della squadra omicidi di Ul Quoma.
Isabelle NancyDirettrice del sito archeologico Bol Ye'an a Ul Quoma.
David BowdenStorico specializzato negli studi su Ul Quoma e Besźel.
AshilAgente della Violazione. Arresta Borlú colpevole di aver commesso una grave infrazione durante le indagini ma collabora con lui per trovare l'assassino della giovane Mahalia Geary.

## Critica
Recensendo il libro per The Guardian, Michael Moorcock conclude:
A molti livelli questo romanzo è una testimonianza della sua ammirevole coerenza.
Mantenendo saldamente la presa su un'idea che sfuggirebbe rapidamente dalle mani di uno scrittore meno abile, Miéville dimostra ancora una volta di essere tanto intelligente quanto originale.»

## Edizioni
- (EN) China Miéville, The City & the City, Londra, Macmillan, 2009.
- China Miéville, La città e la città, traduzione di Maurizio Nati, Fanucci, 2011, ISBN 978-88-347-1782-0.